# ロベルト・ヘーガー
ロベルト・ヘーガー（Robert Heger, 1886年8月19日 - 1978年1月14日）は、ドイツの指揮者、作曲家。

## 略歴
1886年、ストラスブール（当時ドイツ帝国領）で生まれる。ストラスブール音楽院でフランツ・シュトックハウゼンに、チューリヒではローター・ケンプターに、さらにミュンヘンでマックス・フォン・シリングスの指導をうける。
卒業後はバルメン、ウィーン・フォルクスオーパー、ニュルンベルクの歌劇場で指揮をとり、1920年にバイエルン国立歌劇場第一指揮者に就く。1932年にパウル・ヴィトゲンシュタインとともにラヴェルの『左手のためのピアノ協奏曲』を初演した。1933年から1950年までベルリン国立歌劇場でやはり第一指揮者を務める。1937年にナチに入党する。
第二次世界大戦後は、1953年にはロンドンのロイヤル・オペラ・ハウスにてリヒャルト・シュトラウスのオペラ『カプリッチョ』の英国初演を行った。1957年から1961年までハンブルク交響楽団の初代首席指揮者を務めた。1978年、ミュンヘンで没した。

## 作品
- 『ハーダスレフの祭り』（1919年）
- オペラ『名もなき乞食』（1932年）
- オペラ『失われた息子』（1936年）
- オペラ『レディー・ハミルトン』（1951年）